# Sent Joan lo Comdau
Sent Joan lo Comdau (en francès Saint-Jean-le-Comtal) és un municipi francès situat al departament del Gers i a la regió d'Occitània.

## Demografia
| 1962                                       | 1968 | 1975 | 1982 | 1990 | 1999 | 2006 |
| ------------------------------------------ | ---- | ---- | ---- | ---- | ---- | ---- |
| 309                                        | 331  | 286  | 333  | 318  | 348  | 375  |
| Des de 1962: població sense dobles comptes |      |      |      |      |      |      |

## Administració
| Període   | Identitat         | Partit |
| --------- | ----------------- | ------ |
| 2001-2006 | Jean Soenen       |        |
| 2008-     | Jean-Louis Marque |        |